# Luleå stift
Luleå stift (latin: Dioecesis Lulensis) är ett stift inom Svenska kyrkan. Det är till ytan Svenska kyrkans största stift, och omfattar Västerbottens län och Norrbottens län. Stiftsstad är Luleå och stiftskyrka är Luleå domkyrka. Stiftet har sex kontrakt, tio pastorat och 55 församlingar (2022).
Biskop är sedan 2018 Åsa Nyström.

## Historia
De första tecknen på kristen bygd i nuvarande Luleå stift går tillbaka till 1314. Då nämns både Ume socken (nuvarande Umeå landsförsamling) och Bygde socken (nuvarande Bygdeå församling) som de nordligaste församlingarna i Uppsala stift. Tretton år senare nämns även Skellefte socken (nuvarande Skellefteå landsförsamling). Senare tillkom även Pite socken (nuvarande Piteå församling) och Lule socken (nuvarande Nederluleå församling). Under 1400-talet bildades Torne socken (i nuvarande Haparanda församling) och Kalix socken (nuvarande Nederkalix församling).
Luleå stift bildades 1904 genom delning av Härnösands stift, varigenom den norra delen avskildes därifrån. I samband med Luleå stifts tillkomst och som en förutsättning för detta uppgick Kalmar stift i Växjö stift 1915.
Sedan bildandet 1904 har befolkningen fördubblats till 529 758 invånare (2024). Inom stiftet bor det flera olika språkminoriteter. Förutom på svenska bedriver stiftet även arbete på finska, meänkieli och samiska.
De huvudsakliga väckelserörelserna i Luleå stift är læstadianismen och Evangeliska Fosterlandsstiftelsen (EFS).

## Kontrakt
Stiftet har sex kontrakt enligt följande:
- Södra Västerbottens kontrakt
- Skellefte kontrakt
- Pite kontrakt
- Lule kontrakt
- Norra Norrbottens kontrakt
- Södra Lapplands kontrakt

## Biskopslängd

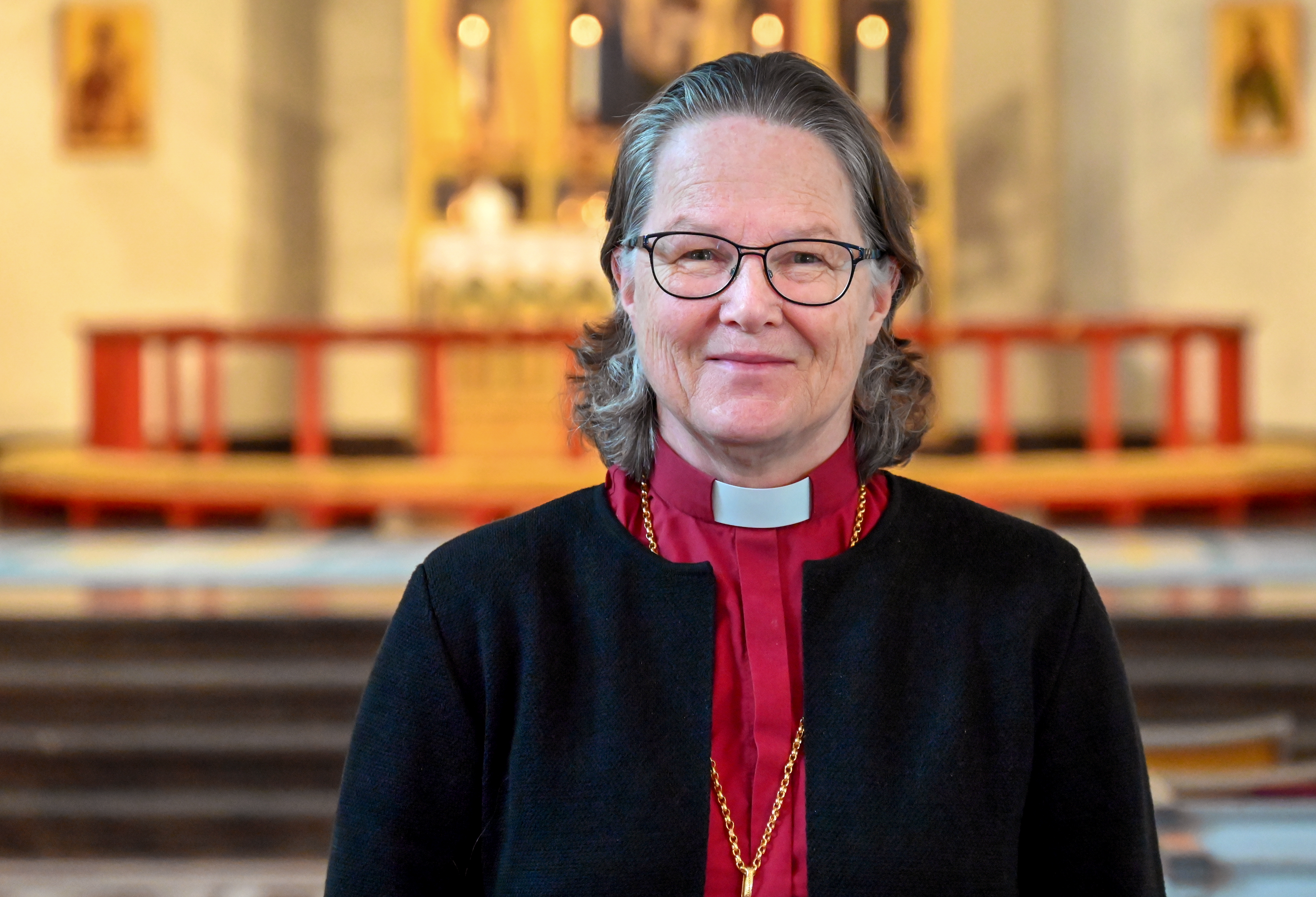
Åsa Nyström är biskop i Luleå stift sedan 2018.

Följande är en lista över biskopar genom tiderna i Luleå stift:
- 1904–1937: Olof Bergqvist
- 1937–1956: Bengt Jonzon
- 1956–1966: Ivar Hylander
- 1966–1980: Stig Hellsten
- 1980–1986: Olaus Brännström
- 1986–1993: Gunnar Weman
- 1993–2002: Rune Backlund
- 2002–2018: Hans Stiglund
- 2018–: Åsa Nyström